# Montgilbert
Montgilbert é uma comuna francesa na região administrativa de Auvérnia-Ródano-Alpes, no departamento de Saboia. Estende-se por uma área de 9,53 km². Em 2010 a comuna tinha 122 habitantes (densidade: 12,8 hab./km²).